# Bat Lash
Bartholomew "Bat" Aloysius Lash es un personaje ficticio del viejo oeste en el Universo DC. Autodenominado pacifista, mujeriego y apostador, las aventuras de Bat Lash han sido publicadas por DC Comics desde 1968.
En 1968, Carmine Infantino, director editorial recién instalado de DC Comics, y su editor, Joe Orlando, propusieron el nombre y la premisa básica del solitario cuya familia había sido aniquilada por matones asesinos, y luego trajeron a Sheldon Mayer (antiguo editor de DC y creador de Sugar and Spike) y Sergio Aragonés para profundizar en el concepto. Shelly Mayer escribiría la primera aparición (Showcase #76). Infantino afirmó haberlo reescrito en gran medida. La tarea fue entregada a Aragonés, con Denny O'Neil haciendo el diálogo sobre las tramas de Aragonés, y Nick Cardy proporcionando el arte. Los problemas se produjeron en una variación del método de secuencia de comandos completo. Primero, Aragonés crearía una trama en forma de boceto en miniatura, luego O'Neil escribiría el diálogo, y por último vino el arte terminado de Cardy.

## Historial de publicación
Bat Lash apareció por primera vez en 1968, en un anuncio desde la casa de Superman. Presentaba una figura desgarbada, en silueta, acechando al lector, con el eslogan, "Bat Lash. ¿Va a salvar al oeste o arruinarlo?".
La primera historia publicada del personaje apareció en Showcase #76. Presentaba un personaje de "diablo-puede-cuidar", un hombre pacífico, que odia la violencia y atrae problemas donde sea que vaya. El escritor del diálogo Denny O'Neil resumió que, "Era un encantador antihéroe, o lo más cercano a un encantador antihéroe como los cómics alguna vez vinieron, al menos como lo hicimos con él. En las siguientes publicaciones, Bat Lash se convirtió en un rudo antihéroe. Sergio [Aragonés] y yo tratábamos de hacerlo según la tradición del encantador pícaro. Bat tenía una conciencia representada por la flor en su sombrero que inevitablemente tiraba cada vez que estaba haciendo algo sucio". [énfasis en el original]
La serie de Bat Lash solo duró siete números. A pesar de que el director editorial Carmine Infantino afirmó que se vendió bien en Europa, las ventas en los Estados Unidos no fueron suficientes para sostener una carrera del título. O'Neil ha cuestionado esto, señalando que las bajas ventas eran "siempre" la razón dada para la cancelación en esos días, y que tenía razones para creer que este no era el caso con Bat Lash. El personaje y la serie que lleva su nombre han sido reconocidos en la industria, incluidos los Alley Awards de 1968 y 1969 por Best Western Titles (Mejor título del oeste).
Bat Lash hizo varias otras apariciones después de su cancelación en temas de Weird Western Tales y otros títulos.(Weird Western Tales Vol. 1 #12-45,46,52,53,63,64,71 - "junio de 1972 - marzo de 2010"). Tuvo una historia en DC Special Series #16 y una breve serie de respaldo en Jonah Hex #49,51,52 en 1981. Aparece en una línea de tiempo alternativa en Justice League Europe Annual #2, escrita en 1991. Una vieja Crimson Fox, a través de un accidente de viaje en el tiempo, aparece en medio de un juego de cartas, lo que le permite a Bat Lash la oportunidad de salvarse a sí mismo (y a ella) de las trampas de Bat. Durante la persecución, Bat se encuentra con una 'Miss Sally', quien está triste porque no ha visto a Bat en meses.
Una miniserie de 1998, "Guns Of The Dragon", ambientada en 1927 en China, une a un anciano Bat Lash con Biff Bradley y As Enemigo en una aventura que los envía a Isla Dinosaurio.
En 2006, los escritores Jimmy Palmiotti y Justin Gray escribieron Lash en Jonah Hex #3. Para Halloween 2007 Bat Lash acompaña a Jonah Hex para salvar a Lazarus Lane, el cuerpo de acogida de a El Diablo en Jonah Hex #24. Él también aparece en Jonah Hex #70.
En 2008, Bat Lash apareció en una miniserie de seis emisiones autodenominada de DC, escrita por Aragonés, con el diálogo del aclamado novelista occidental Peter Brandvold, el arte de John Severin y las portadas de Walt Simonson. Se reimprimió en edición como Bat Lash: Guns and Roses en 2008.
En la historia de Weird Western Tales # 71 con el Crossover Blackest Night, Bat Lash fue reanimado como miembro de los Linternas Negras junto un Linterna Negra Jonah Hex y Scalphunter.
Bat Lash es uno de los seis héroes de DC presentados en la novela gráfica de 2012 de Walt Simonson, "The Judas Coin".

## En otros medios

### Televisión

#### Animado
- Bat Lash ha aparecido en la serie animada de Liga de la Justicia Ilimitada en el episodio "El pasado y el Futuro Parte 1: Extrañas leyendas del Oeste", con la voz de Ben Browder. Se unió a Pow Wow Smith, El Diablo (Lazarus Lane), Jonah Hex, Mujer Maravilla, Batman y Linterna Verde (John Stewart) para detener a Tobias Manning. Él es presentado como un hombre tranquilo y de buenos modales, aunque sigue manteniendo una racha traviesa. En esta encarnación, el diálogo de Lash está salpicado de abundantes citas sabias de su padre ("Mi papi siempre dijo ...") que, junto con sus habilidades de juego y su actitud relajada, se refieren directamente a Maverick, la alegre serie del viejo oeste que, como la Liga de la Justicia Ilimitada, fue producida por Warner Bros.
- Durante un segmento de Cannon, Conan O'Brien discutió con Peter Girardi (Director Creativo de Warner Bros. Animation) por personajes de DC que "aspiraron". Uno de los personajes discutidos fue Bat Lash.[7]

### Música
En Westerner, una canción de 2012 de la banda de Rock electrónico Judge Rock, Bat Lash aparece junto con Jonah Hex y otros personajes de Crisis on Infinite Earths. Él es representado como un "Padre mujeriego, un tiro de crack, un solitario caballero" asistiendo a la llegada de los extraterrestres, como en el tercer número del cómic (como en Crisis on Infinite Earths #3).